# Busso
Busso é uma comuna italiana da região do Molise, província de Campobasso, com cerca de 1.409 habitantes. Estende-se por uma área de 23 km², tendo uma densidade populacional de 61 hab/km². Faz fronteira com Baranello, Campobasso, Casalciprano, Castropignano, Oratino, Spinete, Vinchiaturo.

## Demografia
| Variação demográfica do município entre 1861 e 2011                               |
|                                                                                   |
| Fonte: Istituto Nazionale di Statistica (ISTAT) - Elaboração gráfica da Wikipedia |

## Websites
- Busso website